# Henri Masse (préfet)
Pour les articles homonymes, voir Henri Massé et Masse (homonymie).
Henri Masse, né le 11 août 1947 à Cambrai (Nord), est un haut fonctionnaire français, préfet de 1999 à 2011, puis directeur de l'Administration pénitentiaire de 2011 à 2013.

## Biographie
Henri Masse commence sa carrière en 1973 comme attaché de préfecture. Après un passage au ministère de l'intérieur entre 1975 et 1978, il devient directeur de cabinet du préfet du Vaucluse. Il devient en 1980 sous-préfet de Saint-Laurent-du-Maroni. Il sera ensuite successivement : directeur du cabinet du préfet de la région Bourgogne, préfet de la Côte-d'Or (1981), directeur du cabinet du commissaire de la République de la région Lorraine et du département de la Moselle (1982), détaché administrateur civil, affecté à la mission de contrôle et de coordination des délégations régionales de la caisse des dépôts et consignations (1986), sous-préfet de Dreux (1988), directeur du cabinet du préfet des Alpes-Maritimes (1990), secrétaire général de la préfecture du Var (1992), sous-préfet de Valenciennes (1994), préfet de la Guyane (1999), préfet de Lot-et-Garonne (2002), préfet de la Drôme (2005), et détaché directeur de la défense et de la sécurité civiles, haut fonctionnaire de défense au ministère de l'intérieur et de l'aménagement du territoire (2006). Il succède ensuite à Jacques Reiller le 16 juillet 2008 comme préfet de la Charente-Maritime avant d'être nommé, en conseil des ministres, directeur de l’administration pénitentiaire. Il occupe ces fonctions du 15 juin 2011 au 12 août 2013. Il fait ensuite valoir ses droits à la retraite.
Depuis le 14 août 2013, il a été rappelé au service de l'État comme délégué ministériel à la mise en œuvre territoriale de la réforme auprès du ministre de la Défense.
Il coordonne ainsi l'action des différents services dans trois domaines traditionnellement séparés :
- Reconversion des personnels dont les postes sont supprimés (près de 80 000 entre 2008 et 2020),
- Réemploi des sites (casernes, bases, terrains de manœuvre...) libérés,
- Accompagnement du tissu économique local, notamment par des contrats entre l'État et les collectivités locales.

## Diplômes
- IEP Paris maîtrise de droit
- DEA de lettres - docteur en histoire (thèse sur la guerre des Malouines)[2]
- IHEDN, CHEAr

## Récompenses et distinctions

### Décorations
- Officier de la Légion d'honneur Il est fait chevalier le 31 décembre 2001[3], et est promu officier le 6 avril 2012[4].
- Officier de l'ordre national du Mérite Il est fait chevalier le 7 mai 1990, et est promu officier le 12 mai 1999[5].
- Commandeur de l'ordre du Mérite maritime Il est officier du 31 juillet 2006, et est promu commandeur le 3 janvier 2012[6].
- Médaille d'honneur de l'administration pénitentiaire, or (arrêté du 6 septembre 2005)[7]